# 松潘直隸廳

松潘厅在四川省的位置（1820年）

松潘直隸廳是清代的一個直隸廳。位於現在的四川省松潘縣一帶。
松潘直隸廳舊隸成緜龍茂道。明代松潘衞，隸四川都司。順治初仍為衛，屬龍安府。雍正九年，裁衛置松潘廳。乾隆二十五年（1760年），升直隸廳。民國2年（1913年）2月，四川全境府州廳改置縣時，因境內各族雜居，且地處邊隀，仍保留廳制。民國3年（1914年）6月，改置松潘縣。